# 鲁伊·布拉干萨
鲁伊·布拉干萨（葡萄牙語：Rui Bragança，1991年12月26日—），葡萄牙男子跆拳道运动员，2011年世界跆拳道锦标赛男子58公斤级银牌得主、2019年世界跆拳道锦标赛男子58公斤级铜牌得主。